# Hooge, Príncipe Su
Hooge (manchú:; 16 de abril de 1609 – 4 de mayo de 1648), formalmente conocido como Príncipe Su, fue un príncipe manchú de la dinastía Qing, hijo mayor de Hung Taiji, el segundo gobernante de la dinastía.

## Biografía
Nació el 13 de marzo del año treinta y siete de Wanli (16 de abril de 1609) en Zishi, en el clan Aisin Gioro como el hijo mayor de Hung Taiji, el segundo gobernante de la dinastía Qing. Su madre era Ula Nara, una de las consortes de Hung Taiji.
Participó en campañas militares contra los mongoles, los coreanos y la dinastía Ming. Después de la muerte de Hung Taiji en 1643, su tío Dorgon y él lucharon por la sucesión al trono. La situación era ventajosa para Hooge porque tres de las Ocho Banderas (así llamadas las divisiones administrativas y ejércitos de la dinastía Qing) que anteriormente estaban bajo el control de Hung Taiji habían pasado a él. Por otro lado, Dorgon contó con el apoyo de sus hermanos y dos Banderas Blancas. Esto significó que las dos Banderas Rojas restantes controladas por Daišan y su hijo, así como la Bandera Azul Bordeada bajo Chiurhala, fueron cruciales para garantizar que Hooge pudiera ganar la sucesión. Después de muchas disputas, Daišan comenzó a favorecer a Hooge, quien aparentemente se negó a tomar el trono. En realidad, Hooge estaba esperando que otros lo instaran a tomar el trono, para poder sentarse en él sin proyectar una imagen de sí mismo hambriento de poder. Desafortunadamente para Hooge, Dorgon y sus hermanos cedieron, por lo que el conflicto continuó sin solución. La lucha por el poder concluyó con un compromiso para evitar conflictos internos. Dorgon nombró a Fulin, otro hijo de Hong Taiji nacido de la consorte Zhuang, para ser el nuevo gobernante, por lo que este ascendió al trono como Emperador Shunzhi.
Incluso después de que el emperador Shunzhi llegase al poder, todavía había muchas fricciones entre Hooge y Dorgon. Según la creencia popular, Hooge había concebido un plan para arrebatarle el trono al emperador Shunzhi, pero filtró su plan al hermano de Dorgon, Dodo, quien informó a Dorgon al respecto, que luego este usó la información como excusa para arrestar a Hooge y encarcelarlo. Sin embargo, los registros históricos afirman que fue encarcelado después de que el gobierno Qing lanzara campañas militares contra las fuerzas rebeldes remanentes en el oeste de China, y murió durante su encarcelamiento. Fue rehabilitado póstumamente en 1650, dos años después de su muerte.

## Familia
Consorte principal
- Primera consorte principal, del clan Hada Nara (嫡福晉 哈達那拉氏; m. 1636)
- Segunda consorte principal, del clan Khorchin Borjigit (繼福晉 博爾濟吉特氏), nombre personal Duleima (杜勒瑪)
  - Fushou, Príncipe Xianque de primer rango (顯愨親王 富綬; 2 de julio de 1643 - 11 de enero de 1670), cuarto hijo

Consorte secundaria
- Consorte secundaria, del clan Nara (側福晉 那拉氏)
  - Tercera hija (8 de junio de 1638 - febrero/marzo de 1646)

- Consorte secundaria, del clan Shuolongwu (側福晉 碩隆武氏)
  - Dama de primer rango (郡君; 29 de septiembre de 1636 - noviembre/diciembre de 1680), segunda hija
  - Princesa de tercer rango (郡主; 8 de septiembre de 1638 - julio/agosto de 1652), quinta hija
  - Mengguan, príncipe Wenliang de segundo rango (溫良郡王 猛瓘; 21 de diciembre de 1643 - 12 de agosto de 1674), quinto hijo

Concubina
- Señora, del clan Gūwalgiya (瓜爾佳氏)
  - Primera hija (14 de septiembre de 1631 - abril/mayo de 1692)

- Señora, del clan Nara (那拉氏)
  - Qizheng'e (齊正額; 16 de noviembre de 1634 - marzo/abril de 1677), primer hijo

- Señora, del clan Huang (黃氏; m. 1648)
  - Gutai, general de segundo rango (輔國將軍 固泰; 13 de marzo de 1638-18 de agosto de 1701), segundo hijo.
  - Wohena, general de segundo rango (輔國將軍 握赫納; 7 de marzo de 1639 - 24 de octubre de 1662), tercer hijo.
  - Dama de primer rango (郡君; 22 de agosto de 1641 - junio/julio de 1703), séptima hija.
    - Casado con Geng Jingzhong (1644-1682) en octubre/noviembre de 1659.

- Señora, del clan Wang (王氏)
  - Cuarta hija (2 de septiembre de 1638 - agosto/septiembre de 1667).

- Señora, del clan Niu (牛氏)
  - Sexta hija (19 de noviembre de 1638 - noviembre/diciembre de 1693).
  - Décima hija (24 de junio de 1646 - junio/julio de 1677).

- Señora, del clan Sirin Gioro (西林覺羅氏)
  - Octava hija (3 de noviembre de 1641 - marzo/abril de 1703)
  - Novena hija (25 de octubre de 1644 - enero/febrero de 1661).

- Señora, del clan Ningguta (寧古塔氏)
  - Xingbao (星保; 26 de diciembre de 1643-16 de mayo de 1686), sexto hijo.

- Señora, del clan Irgen Gioro (伊爾根覺羅氏)
  - Shushu (舒書; 22 de febrero de 1645 - 2 de noviembre de 1685), séptimo hijo.

- Señora, del clan Sirin Gioro (西林覺羅氏)
  - 11.ª hija (22 de octubre de 1646 - diciembre de 1692 o enero de 1693).

## Ancestros
|  |                                  |  |  |  |  |  |  |  |  |  |  |  |  |  |  |  |
|  | Giocangga (1526–1583)            |  |  |  |  |  |  |  |  |  |  |  |  |  |  |  |
|  |                                  |  |  |  |  |  |  |  |  |  |  |  |  |  |  |  |
|  |                                  |  |  |  |  |  |  |  |  |  |  |  |  |  |  |  |
|  | Taksi (1543–1583)                |  |  |  |  |  |  |  |  |  |  |  |  |  |  |  |
|  |                                  |  |  |  |  |  |  |  |  |  |  |  |  |  |  |  |
|  |                                  |  |  |  |  |  |  |  |  |  |  |  |  |  |  |  |
|  | Emperatriz Yi                    |  |  |  |  |  |  |  |  |  |  |  |  |  |  |  |
|  |                                  |  |  |  |  |  |  |  |  |  |  |  |  |  |  |  |
|  |                                  |  |  |  |  |  |  |  |  |  |  |  |  |  |  |  |
|  | Nurhaci (1559–1626)              |  |  |  |  |  |  |  |  |  |  |  |  |  |  |  |
|  |                                  |  |  |  |  |  |  |  |  |  |  |  |  |  |  |  |
|  |                                  |  |  |  |  |  |  |  |  |  |  |  |  |  |  |  |
|  | Agu                              |  |  |  |  |  |  |  |  |  |  |  |  |  |  |  |
|  |                                  |  |  |  |  |  |  |  |  |  |  |  |  |  |  |  |
|  |                                  |  |  |  |  |  |  |  |  |  |  |  |  |  |  |  |
|  | Emperatriz Xuan (d. 1569)        |  |  |  |  |  |  |  |  |  |  |  |  |  |  |  |
|  |                                  |  |  |  |  |  |  |  |  |  |  |  |  |  |  |  |
|  |                                  |  |  |  |  |  |  |  |  |  |  |  |  |  |  |  |
|  | Hung Taiji (1592–1643)           |  |  |  |  |  |  |  |  |  |  |  |  |  |  |  |
|  |                                  |  |  |  |  |  |  |  |  |  |  |  |  |  |  |  |
|  |                                  |  |  |  |  |  |  |  |  |  |  |  |  |  |  |  |
|  | Taicu                            |  |  |  |  |  |  |  |  |  |  |  |  |  |  |  |
|  |                                  |  |  |  |  |  |  |  |  |  |  |  |  |  |  |  |
|  |                                  |  |  |  |  |  |  |  |  |  |  |  |  |  |  |  |
|  | Yangginu (d. 1584)               |  |  |  |  |  |  |  |  |  |  |  |  |  |  |  |
|  |                                  |  |  |  |  |  |  |  |  |  |  |  |  |  |  |  |
|  |                                  |  |  |  |  |  |  |  |  |  |  |  |  |  |  |  |
|  | Emperatriz Xiaocigao (1575–1603) |  |  |  |  |  |  |  |  |  |  |  |  |  |  |  |
|  |                                  |  |  |  |  |  |  |  |  |  |  |  |  |  |  |  |
|  |                                  |  |  |  |  |  |  |  |  |  |  |  |  |  |  |  |
|  | Hooge (1609–1648)                |  |  |  |  |  |  |  |  |  |  |  |  |  |  |  |
|  |                                  |  |  |  |  |  |  |  |  |  |  |  |  |  |  |  |
|  |                                  |  |  |  |  |  |  |  |  |  |  |  |  |  |  |  |
|  | Tailan                           |  |  |  |  |  |  |  |  |  |  |  |  |  |  |  |
|  |                                  |  |  |  |  |  |  |  |  |  |  |  |  |  |  |  |
|  |                                  |  |  |  |  |  |  |  |  |  |  |  |  |  |  |  |
|  | Buyan                            |  |  |  |  |  |  |  |  |  |  |  |  |  |  |  |
|  |                                  |  |  |  |  |  |  |  |  |  |  |  |  |  |  |  |
|  |                                  |  |  |  |  |  |  |  |  |  |  |  |  |  |  |  |
|  | Bokdo (d. 1607)                  |  |  |  |  |  |  |  |  |  |  |  |  |  |  |  |
|  |                                  |  |  |  |  |  |  |  |  |  |  |  |  |  |  |  |
|  |                                  |  |  |  |  |  |  |  |  |  |  |  |  |  |  |  |
|  | Consorte Ji                      |  |  |  |  |  |  |  |  |  |  |  |  |  |  |  |
|  |                                  |  |  |  |  |  |  |  |  |  |  |  |  |  |  |  |
|  |                                  |  |  |  |  |  |  |  |  |  |  |  |  |  |  |  |